# 克羅科查湖

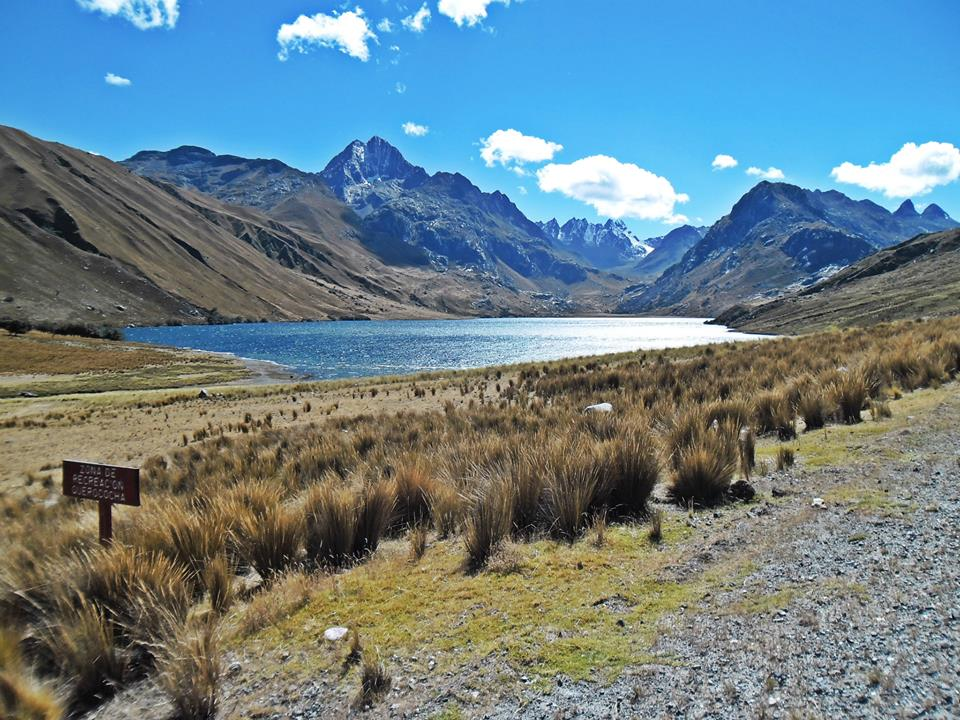

9°42′58″S 77°19′27″W / 9.71611°S 77.32417°W
克羅科查湖（西班牙語：Laguna Querococha），是秘魯的湖泊，位於安卡什大區的雷奈伊省，處於亞納馬賴山和普卡拉胡山西南面、穆魯拉胡山西北面的布蘭卡山脈西坡，長2.43公里、寬0.87公里，海拔高度3,980米。